# Bluetooth File Exchange
Bluetooth File Exchange — утиліта яка поставляється разом із Mac OS X, використовується для обміну файлами між Bluetooth-пристроями. Наприклад, може бути використана для відправлення зображення на мобільний телефон, або для отримання зображення чи документу з кишенькового комп'ютера

## Обмеження
- Не може отримувати або надсилати папки
- Не може перемістити елементи на приєднаному пристрої
- Не розпізнаються клавіатурні скорочення як cmd-↓для відкриття папки
- Не постачає інтерфейсу AppleScript